# Elogio do Horizonte

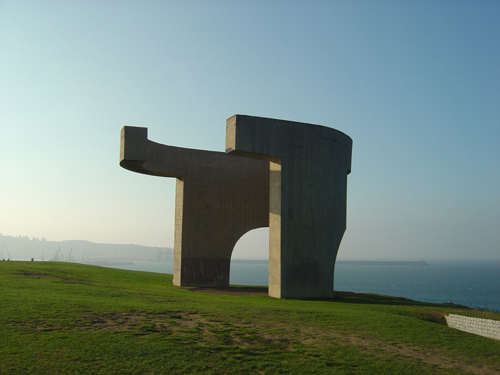
"Elogio do Horizonte" de Eduardo Chillida.

Elogio do Horizonte (em espanhol Elogio del Horizonte) é uma escultura de concreto situada na cidade de Gijón, na Espanha, obra do escultor Eduardo Chillida. Trata-se de uma obra de grandes proporções erguida no ano de 1990, e representa um marco na carreiro de seu criador.
A partir de um pequeno desenho de Chillida foi iniciada a execução da obra, tendo como referênia uma maquete de isopor, em tamanho natural. Depois foi realizado o complexo processo de cofragem do concreto e, após a secagem, foi feita a descofragem. Uma vez desmontada de sua embalagem, o Elogio foi submetido a uma lenta e trabalhosa limpeza, que culminará na obtenção de sua cor definitiva, em que o mar e o tempo deixarão sua marca definitiva. Os habitantes da cidade de Gijón vem pressionando as autoridades para que esta escultura seja considerada patrimônio cultural da humanidade pela UNESCO.